# Kukawa
Kukawa è una delle ventisette aree a governo locale (local government areas) in cui è suddiviso lo Stato di Borno, nella Repubblica Federale della Nigeria.
Conta una popolazione di 203.864 abitanti.